# أرتور رودريغيز خورادو
أرتور رودريغيز خورادو (بالإسبانية: Arturo Rodríguez Jurado) (26 مايو 1907 ببوينس آيرس في الأرجنتين - 22 نوفمبر 1982 في الأرجنتين) هو لاعب اتحاد الرغبي وملاكم أرجنتيني، صنّف ضمن فئة الوزن الثقيل الخفيف ‏ ووزن ثقيل. شارك في الألعاب الأولمبية الصيفية 1924 والألعاب الأولمبية الصيفية 1928 وملاكمة في الألعاب الأولمبية الصيفية 1928 – رجال وزن ثقيل ‏.

## وصلات خارجية
- أرتور رودريغيز خورادو عل موقع إسبنسكروم (الإنجليزية)
- أرتور رودريغيز خورادو على موقع أوليمبيديا (الإنجليزية)